# Пфаффенгофен
Пфаффенгофен (нім. Pfaffenhofen) —  громада округу Інсбрук-Ланд у землі Тіроль, Австрія.
Пфаффенгофен лежить на висоті  642 м над рівнем моря і займає площу 7 км². Громада налічує 1090 мешканців. 
Густота населення 156/км².  
|                                       |
| Пфаффенгофен на мапі округу та землі. |

 Адреса управління громади: Dorfplatz 154, 6405 Pfaffenhofen (Tirol). 

## Демографія
Історична динаміка населення міста за даними сайту Statistik Austria

## Виноски
1. ↑  Dauersiedlungsraum der Gemeinden Politischen Bezirke und Bundesländer - Gebietsstand 1.1.2018 — Статистичне управління Австрії.
2. ↑  https://www.statistik.at/blickgem/blick1/g70340.pdf
3. ↑  www.pfaffenhofen.tirol.gv.at. Архів оригіналу за 24 березня 2022. Процитовано 25 березня 2022.
4. ↑  Gemeindedaten von Pfaffenhofen (Tirol). Архів оригіналу за 15 березня 2014. Процитовано 18 липня 2013.

| Австрія | Це незавершена стаття з географії Австрії. Ви можете допомогти проєкту, виправивши або дописавши її. |